# نمودارهای آماری
نمودارهای آماری، که به تکنیک‌های نموداری نیز مشهورند، نوعی داده‌نمایی در زمینه آمار هستند که برای نمایش‌دادن داده کَمّی به کار می‌روند.

## بررسی اجمالی
درحالی که فرایندهای آماری و تحلیل داده، به‌طور عمومی نتایج را به شکل عددی یا جدولی نمایش می‌دهند، روش‌های نموداری امکان نمایان‌شدن نتایج به صورت تصویری را فراهم می‌سازند. این شامل طرح‌هایی مانند نمودار نقطه‌ای، بافت‌نگار، نمودار احتمال، نمودار اسپاگتی، نمودار باقی‌مانده، نمودار جعبه‌ای، نمودار انسداد و دونموداره می‌باشد.
آنالیز اکتشافی داده به شدت بر این روش‌ها استوار است. آن‌ها می‌توانند یک بینش مناسب نسبت به داده‌ها ایجاد و به آزمایش فرضیات، انتخاب مدل و اعتبارسنجی مدل رگراسیون، انتخاب برآورد، شناسایی ارتباط، عامل تعیین تأثیر، انتخاب داده پرت کمک کنند، به‌علاوه، انتخاب نمودار آماری مناسب می‌تواند ابزار متقاعدکننده‌ای برای برقراری ارتباط پیام ضمنی داده‌ها با سایرین ایجاد کند.
روش‌های آماری نموداری دارای چهار هدف می‌باشند:
- یافتن مقدار یک مجموعه داده
- استفاده از آن برای یافتن ساختاری در داده
- بررسی فرض‌های مدل‌های آماری
- برقراری ارتباط بین نتایج یک آنالیز.

اگر از نمودارهای گرافیکی استفاده نشود، دید مناسب نسبت به بخش یا بخش‌هایی از ساختار زیرین داده به دست نخواهد آمد.